# Lillemer
Lillemer é uma comuna francesa na região administrativa da Bretanha, no departamento Ille-et-Vilaine. Estende-se por uma área de 3,75 km². Em 2010 a comuna tinha 373 habitantes (densidade: 99,5 hab./km²).